# August xứ Sachsen
Tuyển đế hầu August xứ Sachsen (31 tháng 7 năm 1526 – 11 tháng 2 năm 1586) là Tuyển hầu xứ Sachsen từ năm 1533 đến khi qua đời vào năm 1586, và là tuyển đế hầu đời thứ 2 đến từ dòng Albertine thuộc nhánh thứ của triều đại Wettin, trước khi anh trai của ông là Công tước Moritz chiếm được Tuyển hầu Sachsen thì quyền này thuộc về dòng Ernestine, nhánh trưởng của triều đại Wettin.
Vì anh trai của ông, Tuyển đế hầu Moritz không có con trai thừa tự, nên sau cái chết của anh trai vào năm 1533, August tiếp nhận quyền Tuyển hầu xứ Sachsen và tất cả các tuyển đế hầu xứ Sachsen cho đến khi Đế chế La Mã Thần thánh xụp đổ vào năm 1806 đều là hậu duệ của ông, tương tự đó, tất cả các vị quân chủ của Vương quốc Sachsen cũng đều là hậu duệ của ông.

## Đầu đời
August sinh ra ở Freiberg, là con út và là con trai thứ ba (nhưng thứ hai còn sống) của Heinrich IV, Công tước xứ Sachsen và Catherine xứ Mecklenburg. Do đó, ông thuộc chi nhánh Albertine của Nhà Wettin. Lớn lên theo đạo Tin Lành, ông nhận được nền giáo dục tốt và theo học tại Đại học Leipzig.
Khi Công tước Heinrich IV qua đời vào năm 1541, ông để lại di chút chia đều đất đai cho hai con trai của mình; nhưng vì di chúc của ông trái với Luật Albertine nên nó đã không được thực hiện, và quyền công tước gần như được chuyển giao nguyên vẹn cho con trai lớn của ông, Công tử Moritz. Tuy nhiên, August vẫn giữ mối quan hệ thân thiện với anh trai mình và thực hiện các kế hoạch tiến thân về mặt chính trị, ông đã dành một thời gian tại triều đình của Hoàng đế Ferdinand I của Thánh chế La Mã, ở Viên.
Năm 1544, Moritz thoả thuận được với Hoàng đế để bảo đảm việc bổ nhiệm em trai mình làm quản lý Giáo phận Merseburg; nhưng August rất ngông cuồng và sớm bị buộc phải quay trở lại triều đình Sachsen ở Dresden. August đã hỗ trợ anh trai mình trong cuộc chiến của Liên minh Schmalkaldic, và trong chính sách mà đỉnh điểm là việc chuyển giao Tuyển hầu xứ Sachsen từ Johann Friedrich, người đứng đầu dòng Ernestine, cho Công tử Moritz, người đứng đầu chi nhánh Albertine.

## Hôn nhân và hậu duệ
Tại Torgau vào ngày 7 tháng 10 năm 1548, August kết hôn với Vương nữ Anna, con gái của Vua Christian III của Đan Mạch và Dorothea xứ Sachsen-Lauenburg. Họ đến cư trú tại Weissenfels (Weißenfels). Hai vợ chồng có 15 người con:
1. John Henry (s. Weissenfels, 5 tháng 5 năm 1550 – d. Weissenfels, 12 tháng 11 năm 1550).
2. Eleonore (s. Wolkenstein, 2 tháng 5 năm 1551 – d. Wolkenstein, 24 tháng 4 năm 1553).
3. Elisabeth (sn. Wolkenstein, 18 tháng 10 năm 1552 – mất ở Heidelberg, 2 tháng 4 năm 1590), kết hôn ngày 4 tháng 6 năm 1570 với Bá tước Johann Casimir xứ Pfalz-Simmern; họ ly hôn vào năm 1589.
4. Alexander (sinh Dresden, 21 tháng 2 năm 1554 – mất Dresden, 8 tháng 10 năm 1565), Tuyển hầu tử kế vị của Sachsen.
5. Magnus (sinh Dresden, 24 tháng 9 năm 1555 – mất Dresden, 6 tháng 11 năm 1558).
6. Joachim (sinh Dresden, 3 tháng 5 năm 1557 – mất Dresden, 21 tháng 11 năm 1557).
7. Hector (sinh Dresden, 7 tháng 10 năm 1558 – mất Dresden, 4 tháng 4 năm 1560).
8. Christian I (s. Dresden, 29 tháng 10 năm 1560 – d. Dresden, 25 tháng 9 năm 1591), người kế vị cha mình làm Tuyển hầu xứ Sachsen.
9. Marie (s. Torgau, 8 tháng 3 năm 1562 – d. Torgau, 6 tháng 1 năm 1566).
10. Dorothea (sinh Dresden, 4 tháng 10 năm 1563 – mất Wolfenbüttel, 13 tháng 2 năm 1587), kết hôn vào ngày 26 tháng 9 năm 1585 với Công tước Heinrich Julius xứ Brunswick-Wolfenbüttel.
11. Amalie (sinh Dresden, 28 tháng 1 năm 1565 – mất Dresden, 2 tháng 7 năm 1565).
12. Anna (sinh Dresden, 16 tháng 11 năm 1567 – mất ở Veste Coburg, ngày 27 tháng 1 năm 1613), kết hôn vào ngày 16 tháng 1 năm 1586 với Công tước Johann Casimir, Công tước xứ Sachsen-Coburg-Eisenach; họ ly hôn vào năm 1593.
13. August (sinh Dresden, 23 tháng 10 năm 1569 – mất Dresden, 12 tháng 2 năm 1570).
14. Adolf (sinh Stolpen, 8 tháng 8 năm 1571 – mất Dresden, 12 tháng 3 năm 1572).
15. Friedrich (s. Annaberg, 18 tháng 6 năm 1575 – d. Annaberg, 24 tháng 1 năm 1577).

Ngay sau khi kết hôn, August mong muốn có một cơ sở hoành tráng hơn. Kết quả là Tuyển đế hầu Moritz đã cung cấp nhiều sự hào phóng hơn cho em trai mình, người giữ vai trò Nhiếp chính của Sachsen vào năm 1552 trong thời gian anh trai văn mặt. August đang có chuyến thăm Đan Mạch thì Moritz qua đời vào tháng 7 năm 1553 mà không có con trai thừa từ, nên Augut trở thành Tuyển hầu xứ Sachsen.

## Cai trị Tuyển hầu xứ Sachsen

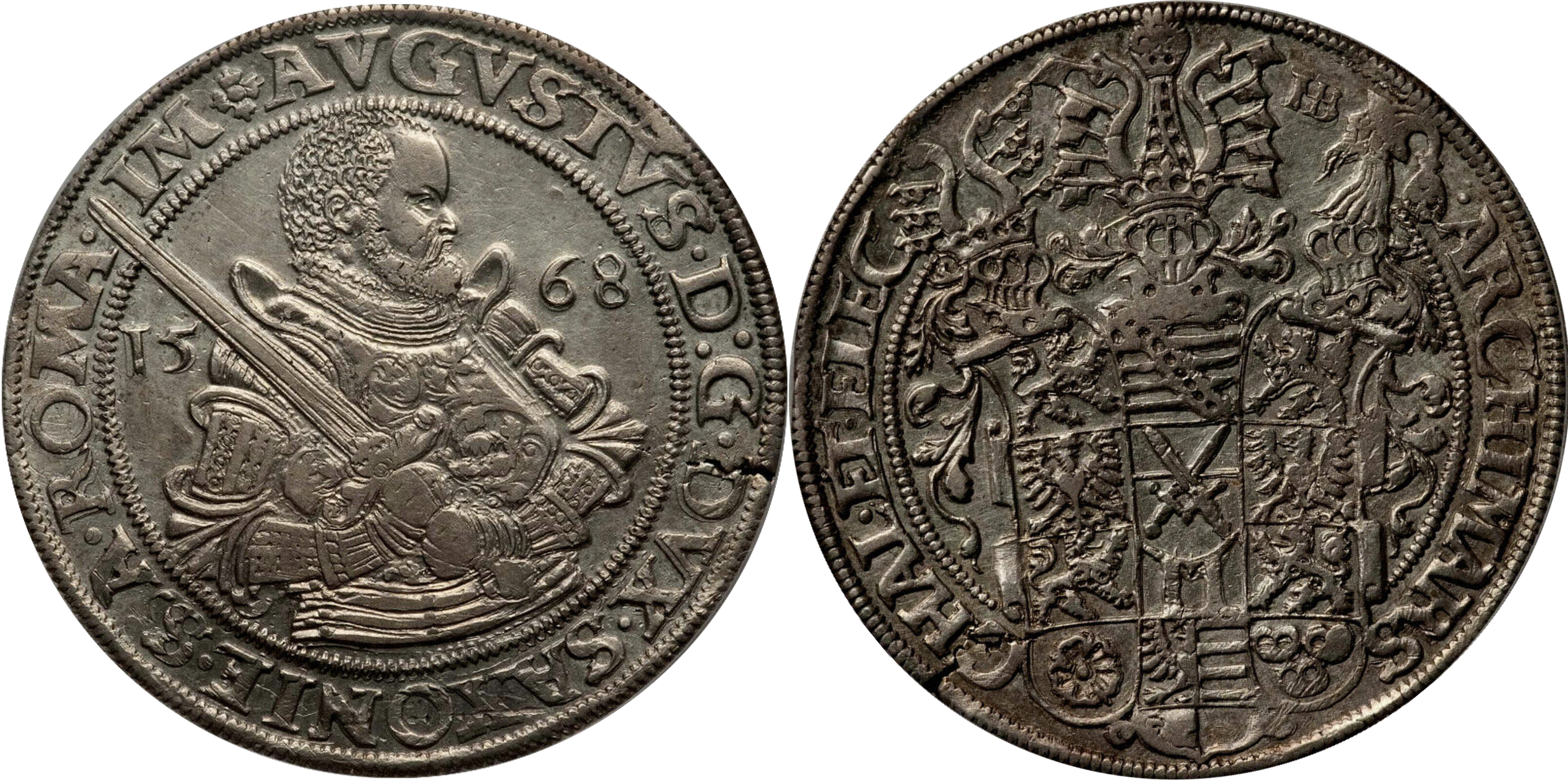
Xu bạc: 1 thaler của Sachsen, đúc năm 1568 tại Dresden, với chân dung của Tuyển đế hầu August ở mặt trước xu

Mối quan tâm đầu tiên của August khi tiếp nhận ngôi tuyển đế hầu xứ Sachsen là đạt được thỏa thuận với cựu tuyển đế hầu Johann Friedrich của dòng Ernestine và củng cố vị trí tuyển đế hầu của chính mình. Những điều này được bảo đảm bằng một hiệp ước được ký kết tại Naumburg vào tháng 2 năm 1554, để đổi lấy việc được cấp lãnh thổ Altenburg và các vùng đất khác, Johann Friedrich đã công nhận August là Tuyển hầu xứ Sachsen, vì thế, đây được xem là dấu mốc hợp pháp hoá ngôi tuyển đế hầu của dòng Albertine.
Tuy nhiên, August liên tục bị ám ảnh bởi nỗi sợ hãi rằng dòng Ernestines sẽ cố gắng tước đoạt phẩm giá này của ông, và chính sách nội trị và ngoại giao của August ở cả Sachsen và rộng hơn là Đế chế La Mã Thần thánh đều bị nhuốm màu bởi nỗi sợ hãi này. Trong chính trị đế quốc, August hành động dựa trên hai nguyên tắc chính: (1) vun đắp tình hữu nghị với các nhà cai trị Habsburg và (2) duy trì hòa bình giữa các phe phái tôn giáo. Chính sách này có thể bắt nguồn từ sự góp phần của ông trong việc đưa ra Hòa ước Tôn giáo Augsburg năm 1555, hành vi quanh co của ông trong Đại hội Đế chế ở Augsburg 11 năm sau, và việc ông miễn cưỡng đoạn tuyệt hoàn toàn với những người theo chủ nghĩa Calvin. Chính sách hòa bình tôn giáo của ông cũng được thúc đẩy bởi cuộc hôn nhân mà ông đã đàm phán giữa cháu gái Công nữ Anna và Willem Trầm lặng Thân vương xứ Oranje theo Công giáo lúc bấy giờ, vào thời điểm đó là một trong những chư hầu chính của Nhà Habsburg ở Hà Lan, vào năm 1561.
Chỉ trong một lần duy nhất August đã dao động lòng trung thành với Nhà Habsburg, đó là năm 1568, một cuộc hôn nhân được sắp xếp giữa Johann Casimir, con trai của Friedrich III, Tuyển hầu xứ Pfalz, và Công nữ Elisabeth, con gái riêng của August. Trong một thời gian, có vẻ như ông sẽ hỗ trợ con rể của mình trong nỗ lực hỗ trợ những cư dân đang nổi dậy ở Hà Lan thuộc Tây Ban Nha. August cũng bắt đầu liên lạc với người Huguenot; tuy nhiên, ác cảm của ông với những rắc rối của nước ngoài chiếm ưu thế, và tình bạn chớm nở với Tuyển hầu xứ Pfalz nhanh chóng nhường chỗ cho sự chán ghét nghiêm trọng. Mặc dù là một người theo đạo Tin Lành vững vàng, nhưng August đã hy vọng có lúc đoàn kết được những người theo đạo Tin Lành. Ông liên tục kêu gọi họ xem xét sự cần thiết của việc không gây xúc phạm cho đối thủ của mình, và ông ủng hộ phong trào loại bỏ điều khoản trong Hòa ước Augsburg liên quan đến bảo lưu giáo hội, điều này gây khó chịu cho nhiều người theo đạo Tin Lành. Tuy nhiên, sự tiết chế của ông đã ngăn cản ông tham gia cùng những người đã chuẩn bị thực hiện các biện pháp mạnh mẽ để đạt được mục đích này, và ông từ chối gây nguy hiểm cho những nhượng bộ đã giành được.

## Chính sách tôn giáo

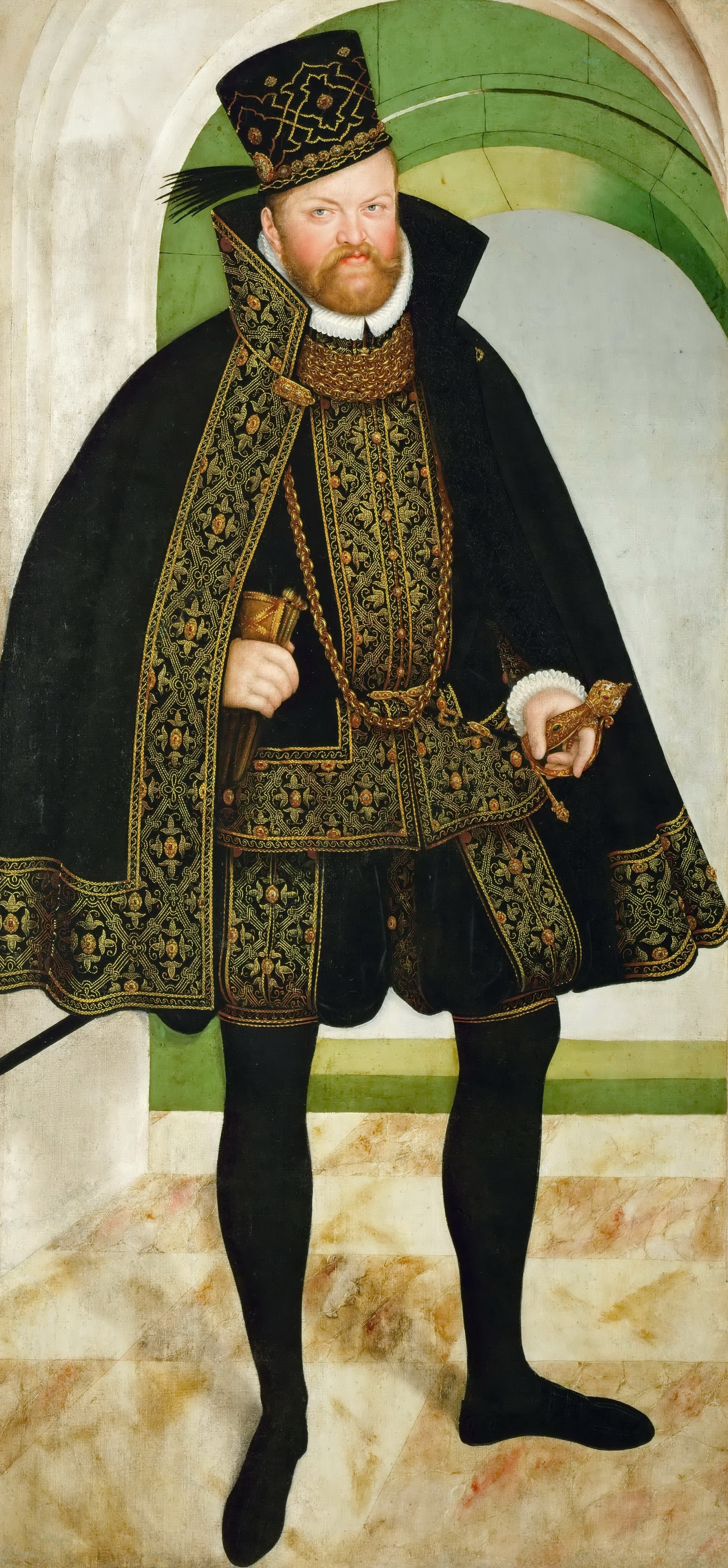
August von Sachsen (tranh của Lucas Cranach Trẻ, 1572, Stadt- und Bergbaumuseum ở Freiberg)

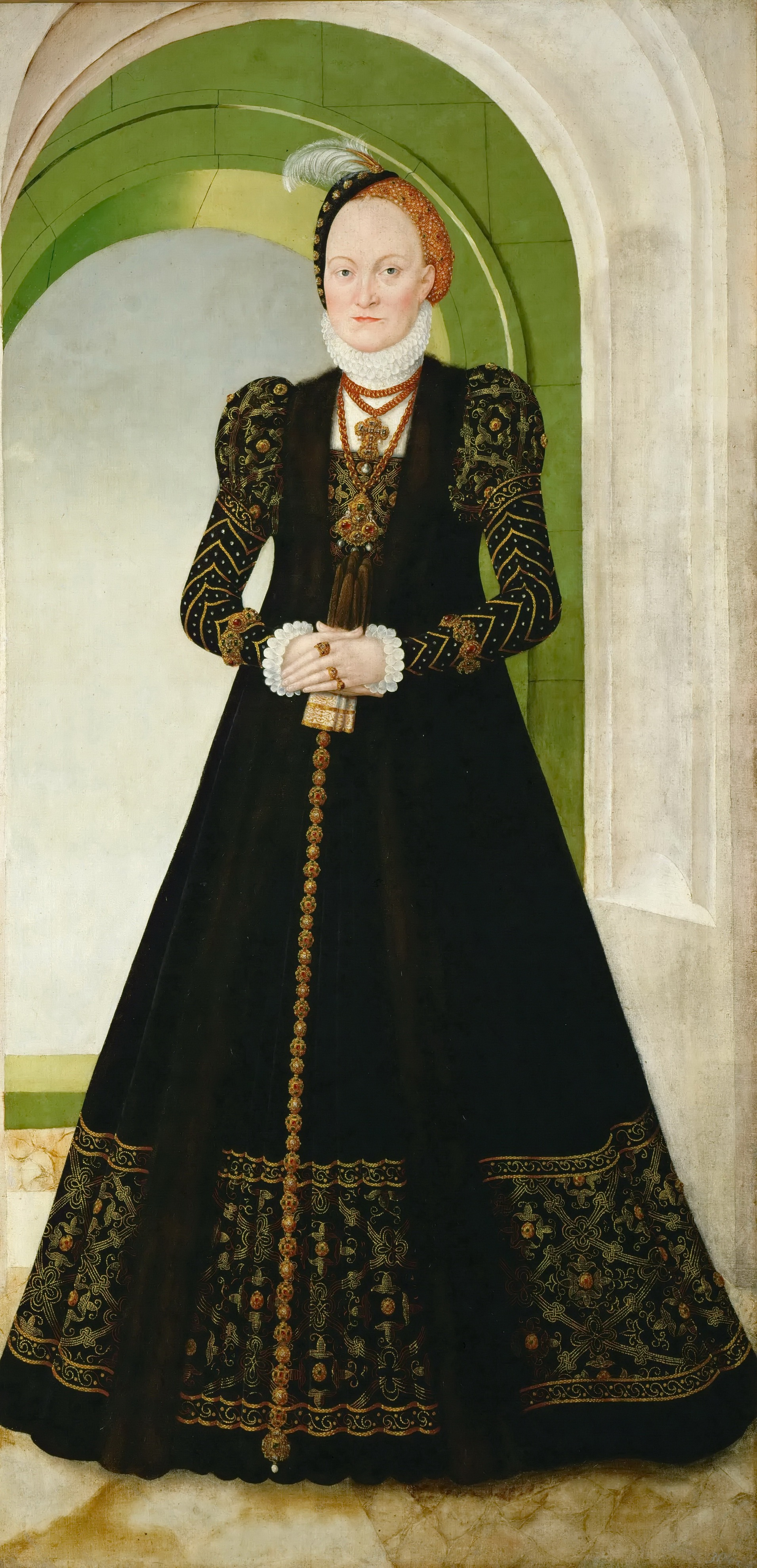
Nửa còn lại của bức tranh: Anne của Đan Mạch, Tuyển hầu phu nhân xứ Sachsen

Sự thù địch giữa dòng Albertine và dòng Ernestine đã khiến August gặp rắc rối nghiêm trọng. Một nhà truyền giáo tên là Matthias Flacius giữ một vị trí có ảnh hưởng ở công tước Sachsen, và rao dạy một hình thức Chủ nghĩa Lutheran khác với hình thức được dạy ở Tuyển hầu xứ Sachsen. Sự vi phạm này càng mở rộng khi Flacius bắt đầu thực hiện các cuộc tấn công cá nhân vào August, để tiên tri về sự sụp đổ nhanh chóng của ông và kích động con trai của Cựu tuyển đế hầu là Johann Friedrich II, Công tước xứ Sachsen nỗ lực khôi phục lại vị trí chính đáng của mình. Liên kết với Flacius là một hiệp sĩ, Wilhelm von Grumbach, người không chỉ dừng lại với những phát ngôn, ông ấy đã xâm nhập vào Tuyển hầu xứ Sacshen và tìm kiếm sự trợ giúp của các thế lực nước ngoài trong kế hoạch phế truất August. Sau một thời gian trì hoãn, Grumbach và người bảo vệ của ông, Johann Friedrich II, bị đặt dưới lệnh cấm của hoàng gia, và August được giao nhiệm vụ hành quyết. Chiến dịch của ông năm 1567 diễn ra ngắn gọn và thành công. Johann Friedrich đầu hàng và trải qua thời gian ở tù cho đến khi qua đời vào năm 1595; Grumbach bị bắt và xử tử; và vị trí tuyển đế hầu được đảm bảo khá an toàn. Hình thức của chủ nghĩa Luther được giảng dạy tại Tuyển hầu xứ Sachsen là của Philip Melanchthon, và nhiều linh mục cũng như tín đồ của nó, chẳng hạn như Caspar Peucer và Johann Stössel, sau này được gọi là những người theo Chủ nghĩa Crypto-Calvin, được tuyển đế hầu ưa chuộng. Những người theo chủ nghĩa Crypto-Calvin tự tin rằng họ sẽ có thể đưa August đến vị trí Calvin hóa của họ bằng cách thuyết phục August rằng trên thực tế họ chỉ là những người Luther trung thành, trong khi thực tế họ đang làm việc để giới thiệu những quan điểm của người theo chủ nghĩa Calvin về Bữa Tiệc Thánh của Chúa và học thuyết về tiền định tại Đại học Wittenberg.
August lúc đầu đã bị lừa. Được vợ ông thúc đẩy, vấn đề lên đến đỉnh điểm vào năm 1574, khi những bức thư được phát hiện, trong khi tiết lộ hy vọng đưa August theo chủ nghĩa Calvin, lại gây ra một số lời chê bai đối với tuyển đế hầu và vợ ông. August ra lệnh bắt giữ các thủ lĩnh của Crypto-Calvinist, tra tấn và bỏ tù họ. Ông đã khôi phục chủ nghĩa Luther đích thực cho Sachsen và bắt đầu nỗ lực tìm cách mang lại sự thống nhất giữa những người theo đạo Tin Lành bằng cách bắt đầu một quá trình dẫn đến việc xuất bản Sách Hòa hợp (Book of Concord) của Luther vào năm 1580. August đích thân tài trợ cho việc xuất bản Sách Hòa hợp, một cuốn sách chứa đựng nhiều Lời tuyên xưng đức tin của người Luther, được ký bởi hơn 8.100 mục sư và giáo sư và gần 30 vùng lãnh thổ, nhà nước và thành phố ở Đức. Hình thức nghiêm ngặt này của chủ nghĩa Luther được tuyên bố ràng buộc đối với tất cả cư dân của Sachsen, và nhiều người đã bị trục xuất khỏi đất nước. Tuy nhiên, sự thay đổi ở Sachsen không tạo ra sự khác biệt nào đối với thái độ của August đối với các vấn đề đế quốc. Năm 1576, ông phản đối đề xuất của các Thân vương theo đạo Tin Lành về việc tài trợ cho cuộc chiến chống lại Đế quốc Ottoman với điều kiện bãi bỏ điều khoản liên quan đến sự bảo lưu của giáo hội, và ông tiếp tục ủng hộ Nhà Habsburg.

## Mở rộng lãnh thổ
Phần lớn thời gian cai trị của August được dành cho việc mở rộng lãnh thổ của mình. Năm 1573, ông trở thành người giám hộ cho hai con trai của Johann Wilhelm, công tước xứ Sachsen-Weimar, và với tư cách này ông có thể bổ sung một phần Bá quốc Henneberg vào Tuyển hầu xứ Sachsen. Khả năng kiểm soát tài chính của ông cho phép ông lợi dụng sự nghèo khó của những người hàng xóm, và bằng cách này ông đã bảo đảm được Vogtland và Bá quốc Mansfeld nằm dưới quyền kiểm soát của mình. Năm 1555, ông bổ nhiệm một trong những người được đề cử vào vị trí Giám mục vương quyền xứ Meissen, năm 1561 ông bảo đảm việc bầu con trai mình là Alexander làm Giám mục vương quyền xứ Merseburg, và ba năm sau làm Giám mục vương quyền xứ Naumburg; và khi Giám mục vương quyền này qua đời vào năm 1565, các giáo phận này nằm dưới sự cai trị trực tiếp của August.

## Cuộc hôn nhân thứ hai và cái chết
Vào ngày 1 tháng 10 năm 1585, Tuyển hầu phu nhân Anna qua đời. Ba tháng sau, vào ngày 3 tháng 1 năm 1586, tại thành phố Dessau, August kết hôn lần thứ hai với Thân vương nữ Agnes Hedwig, con gái của Joachim Ernst, Thân vương xứ Anhalt. Cô dâu mới 13 tuổi; chú rể gần 60 tuổi. Trong đêm tân hôn, bà đã yêu cầu tuyển đế hầu August trả tự do cho Caspar Peucer. August qua đời một tháng sau cuộc hôn nhân mới và được chôn cất tại Nhà thờ Freiberg. Con trai duy nhất còn sống của August là Tuyển hầu thế tử Christian đã lên kế vị ông.

## Viết và sưu tầm

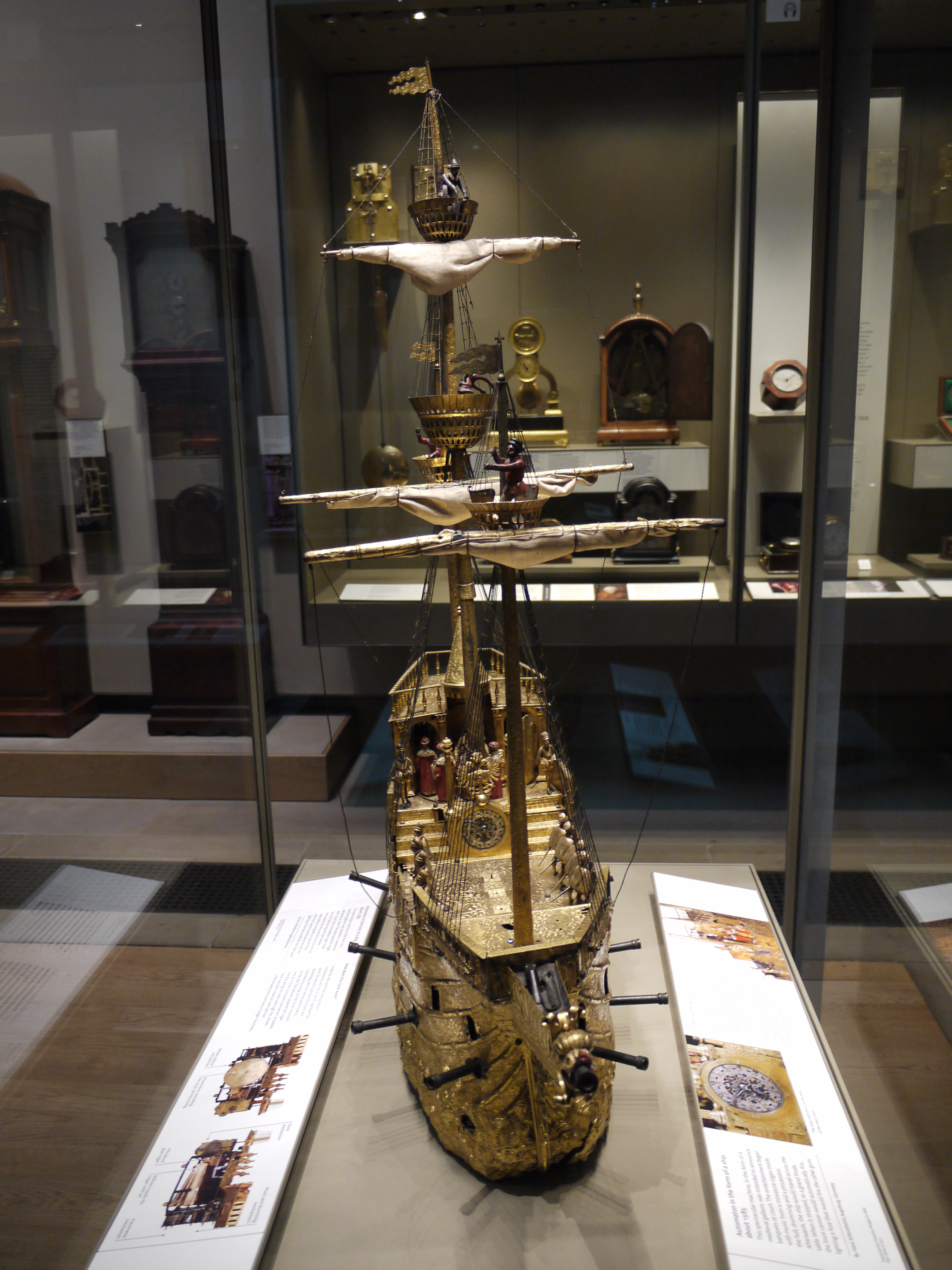
Mechanical Galleon tại Bảo tàng Anh

August đã viết một tác phẩm nhỏ về nông nghiệp có tựa đề Künstlich Obstund Gartenbüchlein. Ông nổi tiếng với nhiều bộ sưu tập khác nhau, bao gồm bộ sưu tập vũ khí Bắc Âu, các bức tranh và một bộ sưu tập công cụ phong phú. Năm 1560, ông thành lập Dresden Kunstkammer, tiền thân của Staatliche Kunstsammlungen Dresden ngày nay. Một trong những tài sản của ông, một chiếc máy cơ khí phức tạp tự động và đồng hồ có tên là Mechanical Galleon hiện đang ở Bảo tàng Anh. Món đồ trang trí bàn này phát được nhạc, cho biết thời gian và hiển thị hình ảnh August cùng sáu tuyển đế hầu khác đang diễu hành trước Hoàng đế La Mã Thần thánh.

## Tổ tiên
| \| \| \| \| \| \| \| \| \| \| \| \| \| \| 16. Friedrich I, Tuyển hầu xứ Sachsen \| \| \| \| \| \| \| \| \| \| \| \| \| \| \| \| \| \| \| \| \| \| \| \| \| \| \| \| \| \| \| \| \| \| \| \| \| \| \| \| \| \| \| \| \| \| \| \| \| \| \| \| \| \| \| \| \| \| \| \| 8. Friedrich II, Tuyển hầu xứ Sachsen \| \| \| \| \| \| \| \| \| \| \| \| \| \| \| \| \| \| \| \| \| \| \| \| \| \| \| \| \| \| \| \| \| \| \| \| \| \| \| \| \| \| \| \| \| \| \| \| \| \| \| \| \| \| \| \| \| \| \| \| \| \| \| \| \| \| \| \| \| \| \| \| 17. Catherine xứ Brunswick-Lüneburg \| \| \| \| \| \| \| \| \| \| \| \| \| \| \| \| \| \| \| \| \| \| \| \| \| \| \| \| \| \| \| \| \| \| \| \| \| \| \| \| \| \| \| \| \| \| \| \| \| \| \| \| \| \| \| \| \| \| \| \| \| \| \| \| \| \| \| \| \| \| \| \| 4. Albrecht, Công tước xứ Sachsen \| \| \| \| \| \| \| \| \| \| \| \| \| \| \| \| \| \| \| \| \| \| \| \| \| \| \| \| \| \| \| \| \| \| \| \| \| \| \| \| \| \| \| \| \| \| \| \| \| \| \| \| \| \| \| \| \| \| \| \| \| \| \| \| \| \| \| \| \| \| \| \| 18. Ernst, Công tước xứ Áo \| \| \| \| \| \| \| \| \| \| \| \| \| \| \| \| \| \| \| \| \| \| \| \| \| \| \| \| \| \| \| \| \| \| \| \| \| \| \| \| \| \| \| \| \| \| \| \| \| \| \| \| \| \| \| \| \| \| \| \| \| \| \| \| \| \| \| \| \| \| \| \| 9. Margaret của Áo-Styria \| \| \| \| \| \| \| \| \| \| \| \| \| \| \| \| \| \| \| \| \| \| \| \| \| \| \| \| \| \| \| \| \| \| \| \| \| \| \| \| \| \| \| \| \| \| \| \| \| \| \| \| \| \| \| \| \| \| \| \| \| \| \| \| \| \| \| \| \| \| \| \| 19. Cymburgis xứ Masovia \| \| \| \| \| \| \| \| \| \| \| \| \| \| \| \| \| \| \| \| \| \| \| \| \| \| \| \| \| \| \| \| \| \| \| \| \| \| \| \| \| \| \| \| \| \| \| \| \| \| \| \| \| \| \| \| \| \| \| \| \| \| \| \| \| \| \| \| \| \| \| \| 2. Heinrich IV, Công tước xứ Sachsen \| \| \| \| \| \| \| \| \| \| \| \| \| \| \| \| \| \| \| \| \| \| \| \| \| \| \| \| \| \| \| \| \| \| \| \| \| \| \| \| \| \| \| \| \| \| \| \| \| \| \| \| \| \| \| \| \| \| \| \| \| \| \| \| \| \| \| \| \| \| \| \| 20. Victor xứ Kunštát và Poděbrady \| \| \| \| \| \| \| \| \| \| \| \| \| \| \| \| \| \| \| \| \| \| \| \| \| \| \| \| \| \| \| \| \| \| \| \| \| \| \| \| \| \| \| \| \| \| \| \| \| \| \| \| \| \| \| \| \| \| \| \| \| \| \| \| \| \| \| \| \| \| \| \| 10. George xứ Kunštát và Poděbrady, Vua của Bohemia \| \| \| \| \| \| \| \| \| \| \| \| \| \| \| \| \| \| \| \| \| \| \| \| \| \| \| \| \| \| \| \| \| \| \| \| \| \| \| \| \| \| \| \| \| \| \| \| \| \| \| \| \| \| \| \| \| \| \| \| \| \| \| \| \| \| \| \| \| \| \| \| 21. Anna xứ Wartenberg \| \| \| \| \| \| \| \| \| \| \| \| \| \| \| \| \| \| \| \| \| \| \| \| \| \| \| \| \| \| \| \| \| \| \| \| \| \| \| \| \| \| \| \| \| \| \| \| \| \| \| \| \| \| \| \| \| \| \| \| \| \| \| \| \| \| \| \| \| \| \| \| 5. Sidonie xứ Poděbrady \| \| \| \| \| \| \| \| \| \| \| \| \| \| \| \| \| \| \| \| \| \| \| \| \| \| \| \| \| \| \| \| \| \| \| \| \| \| \| \| \| \| \| \| \| \| \| \| \| \| \| \| \| \| \| \| \| \| \| \| \| \| \| \| \| \| \| \| \| \| \| \| 22. Smil xứ Sternberg \| \| \| \| \| \| \| \| \| \| \| \| \| \| \| \| \| \| \| \| \| \| \| \| \| \| \| \| \| \| \| \| \| \| \| \| \| \| \| \| \| \| \| \| \| \| \| \| \| \| \| \| \| \| \| \| \| \| \| \| \| \| \| \| \| \| \| \| \| \| \| \| 11. Kunigunde xứ Sternberg \| \| \| \| \| \| \| \| \| \| \| \| \| \| \| \| \| \| \| \| \| \| \| \| \| \| \| \| \| \| \| \| \| \| \| \| \| \| \| \| \| \| \| \| \| \| \| \| \| \| \| \| \| \| \| \| \| \| \| \| \| \| \| \| \| \| \| \| \| \| \| \| 23. Barbara Flaschka xứ Richenburg hoặc Barbora xứ Pardubic \| \| \| \| \| \| \| \| \| \| \| \| \| \| \| \| \| \| \| \| \| \| \| \| \| \| \| \| \| \| \| \| \| \| \| \| \| \| \| \| \| \| \| \| \| \| \| \| \| \| \| \| \| \| \| \| \| \| \| \| \| \| \| \| \| \| \| \| \| \| \| \| 1. August, Tuyển hầu xứ Sachsen \| \| \| \| \| \| \| \| \| \| \| \| \| \| \| \| \| \| \| \| \| \| \| \| \| \| \| \| \| \| \| \| \| \| \| \| \| \| \| \| \| \| \| \| \| \| \| \| \| \| \| \| \| \| \| \| \| \| \| \| \| \| \| \| \| \| \| \| \| \| \| \| 24. Johann IV, Công tước xứ Mecklenburg-Schwerin \| \| \| \| \| \| \| \| \| \| \| \| \| \| \| \| \| \| \| \| \| \| \| \| \| \| \| \| \| \| \| \| \| \| \| \| \| \| \| \| \| \| \| \| \| \| \| \| \| \| \| \| \| \| \| \| \| \| \| \| \| \| \| \| \| \| \| \| \| \| \| \| 12. Heinrich IV, Công tước xứ Mecklenburg-Schwerin \| \| \| \| \| \| \| \| \| \| \| \| \| \| \| \| \| \| \| \| \| \| \| \| \| \| \| \| \| \| \| \| \| \| \| \| \| \| \| \| \| \| \| \| \| \| \| \| \| \| \| \| \| \| \| \| \| \| \| \| \| \| \| \| \| \| \| \| \| \| \| \| 25. Catherine xứ Sachsen-Lauenburg \| \| \| \| \| \| \| \| \| \| \| \| \| \| \| \| \| \| \| \| \| \| \| \| \| \| \| \| \| \| \| \| \| \| \| \| \| \| \| \| \| \| \| \| \| \| \| \| \| \| \| \| \| \| \| \| \| \| \| \| \| \| \| \| \| \| \| \| \| \| \| \| 6. Magnus II, Công tước xứ Mecklenburg-Schwerin và Güstrow \| \| \| \| \| \| \| \| \| \| \| \| \| \| \| \| \| \| \| \| \| \| \| \| \| \| \| \| \| \| \| \| \| \| \| \| \| \| \| \| \| \| \| \| \| \| \| \| \| \| \| \| \| \| \| \| \| \| \| \| \| \| \| \| \| \| \| \| \| \| \| \| 26. Friedrich I, Tuyển hầu xứ Brandenburg \| \| \| \| \| \| \| \| \| \| \| \| \| \| \| \| \| \| \| \| \| \| \| \| \| \| \| \| \| \| \| \| \| \| \| \| \| \| \| \| \| \| \| \| \| \| \| \| \| \| \| \| \| \| \| \| \| \| \| \| \| \| \| \| \| \| \| \| \| \| \| \| 13. Dorothea xứ Brandenburg \| \| \| \| \| \| \| \| \| \| \| \| \| \| \| \| \| \| \| \| \| \| \| \| \| \| \| \| \| \| \| \| \| \| \| \| \| \| \| \| \| \| \| \| \| \| \| \| \| \| \| \| \| \| \| \| \| \| \| \| \| \| \| \| \| \| \| \| \| \| \| \| 27. Elisabeth xứ Bayern \| \| \| \| \| \| \| \| \| \| \| \| \| \| \| \| \| \| \| \| \| \| \| \| \| \| \| \| \| \| \| \| \| \| \| \| \| \| \| \| \| \| \| \| \| \| \| \| \| \| \| \| \| \| \| \| \| \| \| \| \| \| \| \| \| \| \| \| \| \| \| \| 3. Catherine xứ Mecklenburg \| \| \| \| \| \| \| \| \| \| \| \| \| \| \| \| \| \| \| \| \| \| \| \| \| \| \| \| \| \| \| \| \| \| \| \| \| \| \| \| \| \| \| \| \| \| \| \| \| \| \| \| \| \| \| \| \| \| \| \| \| \| \| \| \| \| \| \| \| \| \| \| 28. Wartislaw IX, Công tước xứ Pomerania \| \| \| \| \| \| \| \| \| \| \| \| \| \| \| \| \| \| \| \| \| \| \| \| \| \| \| \| \| \| \| \| \| \| \| \| \| \| \| \| \| \| \| \| \| \| \| \| \| \| \| \| \| \| \| \| \| \| \| \| \| \| \| \| \| \| \| \| \| \| \| \| 14. Eric II, Công tước xứ Pomerania \| \| \| \| \| \| \| \| \| \| \| \| \| \| \| \| \| \| \| \| \| \| \| \| \| \| \| \| \| \| \| \| \| \| \| \| \| \| \| \| \| \| \| \| \| \| \| \| \| \| \| \| \| \| \| \| \| \| \| \| \| \| \| \| \| \| \| \| \| \| \| \| 29. Sophie xứ Sachsen-Lauenburg-Ratzeburg \| \| \| \| \| \| \| \| \| \| \| \| \| \| \| \| \| \| \| \| \| \| \| \| \| \| \| \| \| \| \| \| \| \| \| \| \| \| \| \| \| \| \| \| \| \| \| \| \| \| \| \| \| \| \| \| \| \| \| \| \| \| \| \| \| \| \| \| \| \| \| \| 7. Sophie xứ Pomerania-Stettin \| \| \| \| \| \| \| \| \| \| \| \| \| \| \| \| \| \| \| \| \| \| \| \| \| \| \| \| \| \| \| \| \| \| \| \| \| \| \| \| \| \| \| \| \| \| \| \| \| \| \| \| \| \| \| \| \| \| \| \| \| \| \| \| \| \| \| \| \| \| \| \| 30. Bogislav IX, Công tước xứ Pomerania-Stargard \| \| \| \| \| \| \| \| \| \| \| \| \| \| \| \| \| \| \| \| \| \| \| \| \| \| \| \| \| \| \| \| \| \| \| \| \| \| \| \| \| \| \| \| \| \| \| \| \| \| \| \| \| \| \| \| \| \| \| \| \| \| \| \| \| \| \| \| \| \| \| \| 15. Sophia xứ Pomerania-Stargard \| \| \| \| \| \| \| \| \| \| \| \| \| \| \| \| \| \| \| \| \| \| \| \| \| \| \| \| \| \| \| \| \| \| \| \| \| \| \| \| \| \| \| \| \| \| \| \| \| \| \| \| \| \| \| \| \| \| \| \| \| \| \| \| \| \| \| \| \| \| \| \| 31. Maria xứ Masovia \| \| \| \| \| \| \| \| \| \| \| \| \| \| \| \| \| \| \| \| \| \| \| \| \| \| \| \| \| \| \| \| \| \| \| \| \| \| \| \| \| \| \| \| \| \| \| \| \| \| \| \| |                                                             |  |  |  |  |  |  |  |  |  |  |  |                                       |  |  |  |
| |                                                             |  |  |  |  |  |  |  |  |  |  |  | 16. Friedrich I, Tuyển hầu xứ Sachsen |  |  |  |
| |                                                             |  |  |  |  |  |  |  |  |  |  |  |                                       |  |  |  |
| |                                                             |  |  |  |  |  |  |  |  |  |  |  |                                       |  |  |  |
| |                                                             |  |  |  |  |  |  |  |  |  |  |  |                                       |  |  |  |
| | 8. Friedrich II, Tuyển hầu xứ Sachsen                       |  |  |  |  |  |  |  |  |  |  |  |                                       |  |  |  |
| |                                                             |  |  |  |  |  |  |  |  |  |  |  |                                       |  |  |  |
| |                                                             |  |  |  |  |  |  |  |  |  |  |  |                                       |  |  |  |
| |                                                             |  |  |  |  |  |  |  |  |  |  |  |                                       |  |  |  |
| | 17. Catherine xứ Brunswick-Lüneburg                         |  |  |  |  |  |  |  |  |  |  |  |                                       |  |  |  |
| |                                                             |  |  |  |  |  |  |  |  |  |  |  |                                       |  |  |  |
| |                                                             |  |  |  |  |  |  |  |  |  |  |  |                                       |  |  |  |
| |                                                             |  |  |  |  |  |  |  |  |  |  |  |                                       |  |  |  |
| | 4. Albrecht, Công tước xứ Sachsen                           |  |  |  |  |  |  |  |  |  |  |  |                                       |  |  |  |
| |                                                             |  |  |  |  |  |  |  |  |  |  |  |                                       |  |  |  |
| |                                                             |  |  |  |  |  |  |  |  |  |  |  |                                       |  |  |  |
| |                                                             |  |  |  |  |  |  |  |  |  |  |  |                                       |  |  |  |
| | 18. Ernst, Công tước xứ Áo                                  |  |  |  |  |  |  |  |  |  |  |  |                                       |  |  |  |
| |                                                             |  |  |  |  |  |  |  |  |  |  |  |                                       |  |  |  |
| |                                                             |  |  |  |  |  |  |  |  |  |  |  |                                       |  |  |  |
| |                                                             |  |  |  |  |  |  |  |  |  |  |  |                                       |  |  |  |
| | 9. Margaret của Áo-Styria                                   |  |  |  |  |  |  |  |  |  |  |  |                                       |  |  |  |
| |                                                             |  |  |  |  |  |  |  |  |  |  |  |                                       |  |  |  |
| |                                                             |  |  |  |  |  |  |  |  |  |  |  |                                       |  |  |  |
| |                                                             |  |  |  |  |  |  |  |  |  |  |  |                                       |  |  |  |
| | 19. Cymburgis xứ Masovia                                    |  |  |  |  |  |  |  |  |  |  |  |                                       |  |  |  |
| |                                                             |  |  |  |  |  |  |  |  |  |  |  |                                       |  |  |  |
| |                                                             |  |  |  |  |  |  |  |  |  |  |  |                                       |  |  |  |
| |                                                             |  |  |  |  |  |  |  |  |  |  |  |                                       |  |  |  |
| | 2. Heinrich IV, Công tước xứ Sachsen                        |  |  |  |  |  |  |  |  |  |  |  |                                       |  |  |  |
| |                                                             |  |  |  |  |  |  |  |  |  |  |  |                                       |  |  |  |
| |                                                             |  |  |  |  |  |  |  |  |  |  |  |                                       |  |  |  |
| |                                                             |  |  |  |  |  |  |  |  |  |  |  |                                       |  |  |  |
| | 20. Victor xứ Kunštát và Poděbrady                          |  |  |  |  |  |  |  |  |  |  |  |                                       |  |  |  |
| |                                                             |  |  |  |  |  |  |  |  |  |  |  |                                       |  |  |  |
| |                                                             |  |  |  |  |  |  |  |  |  |  |  |                                       |  |  |  |
| |                                                             |  |  |  |  |  |  |  |  |  |  |  |                                       |  |  |  |
| | 10. George xứ Kunštát và Poděbrady, Vua của Bohemia         |  |  |  |  |  |  |  |  |  |  |  |                                       |  |  |  |
| |                                                             |  |  |  |  |  |  |  |  |  |  |  |                                       |  |  |  |
| |                                                             |  |  |  |  |  |  |  |  |  |  |  |                                       |  |  |  |
| |                                                             |  |  |  |  |  |  |  |  |  |  |  |                                       |  |  |  |
| | 21. Anna xứ Wartenberg                                      |  |  |  |  |  |  |  |  |  |  |  |                                       |  |  |  |
| |                                                             |  |  |  |  |  |  |  |  |  |  |  |                                       |  |  |  |
| |                                                             |  |  |  |  |  |  |  |  |  |  |  |                                       |  |  |  |
| |                                                             |  |  |  |  |  |  |  |  |  |  |  |                                       |  |  |  |
| | 5. Sidonie xứ Poděbrady                                     |  |  |  |  |  |  |  |  |  |  |  |                                       |  |  |  |
| |                                                             |  |  |  |  |  |  |  |  |  |  |  |                                       |  |  |  |
| |                                                             |  |  |  |  |  |  |  |  |  |  |  |                                       |  |  |  |
| |                                                             |  |  |  |  |  |  |  |  |  |  |  |                                       |  |  |  |
| | 22. Smil xứ Sternberg                                       |  |  |  |  |  |  |  |  |  |  |  |                                       |  |  |  |
| |                                                             |  |  |  |  |  |  |  |  |  |  |  |                                       |  |  |  |
| |                                                             |  |  |  |  |  |  |  |  |  |  |  |                                       |  |  |  |
| |                                                             |  |  |  |  |  |  |  |  |  |  |  |                                       |  |  |  |
| | 11. Kunigunde xứ Sternberg                                  |  |  |  |  |  |  |  |  |  |  |  |                                       |  |  |  |
| |                                                             |  |  |  |  |  |  |  |  |  |  |  |                                       |  |  |  |
| |                                                             |  |  |  |  |  |  |  |  |  |  |  |                                       |  |  |  |
| |                                                             |  |  |  |  |  |  |  |  |  |  |  |                                       |  |  |  |
| | 23. Barbara Flaschka xứ Richenburg hoặc Barbora xứ Pardubic |  |  |  |  |  |  |  |  |  |  |  |                                       |  |  |  |
| |                                                             |  |  |  |  |  |  |  |  |  |  |  |                                       |  |  |  |
| |                                                             |  |  |  |  |  |  |  |  |  |  |  |                                       |  |  |  |
| |                                                             |  |  |  |  |  |  |  |  |  |  |  |                                       |  |  |  |
| | 1. August, Tuyển hầu xứ Sachsen                             |  |  |  |  |  |  |  |  |  |  |  |                                       |  |  |  |
| |                                                             |  |  |  |  |  |  |  |  |  |  |  |                                       |  |  |  |
| |                                                             |  |  |  |  |  |  |  |  |  |  |  |                                       |  |  |  |
| |                                                             |  |  |  |  |  |  |  |  |  |  |  |                                       |  |  |  |
| | 24. Johann IV, Công tước xứ Mecklenburg-Schwerin            |  |  |  |  |  |  |  |  |  |  |  |                                       |  |  |  |
| |                                                             |  |  |  |  |  |  |  |  |  |  |  |                                       |  |  |  |
| |                                                             |  |  |  |  |  |  |  |  |  |  |  |                                       |  |  |  |
| |                                                             |  |  |  |  |  |  |  |  |  |  |  |                                       |  |  |  |
| | 12. Heinrich IV, Công tước xứ Mecklenburg-Schwerin          |  |  |  |  |  |  |  |  |  |  |  |                                       |  |  |  |
| |                                                             |  |  |  |  |  |  |  |  |  |  |  |                                       |  |  |  |
| |                                                             |  |  |  |  |  |  |  |  |  |  |  |                                       |  |  |  |
| |                                                             |  |  |  |  |  |  |  |  |  |  |  |                                       |  |  |  |
| | 25. Catherine xứ Sachsen-Lauenburg                          |  |  |  |  |  |  |  |  |  |  |  |                                       |  |  |  |
| |                                                             |  |  |  |  |  |  |  |  |  |  |  |                                       |  |  |  |
| |                                                             |  |  |  |  |  |  |  |  |  |  |  |                                       |  |  |  |
| |                                                             |  |  |  |  |  |  |  |  |  |  |  |                                       |  |  |  |
| | 6. Magnus II, Công tước xứ Mecklenburg-Schwerin và Güstrow  |  |  |  |  |  |  |  |  |  |  |  |                                       |  |  |  |
| |                                                             |  |  |  |  |  |  |  |  |  |  |  |                                       |  |  |  |
| |                                                             |  |  |  |  |  |  |  |  |  |  |  |                                       |  |  |  |
| |                                                             |  |  |  |  |  |  |  |  |  |  |  |                                       |  |  |  |
| | 26. Friedrich I, Tuyển hầu xứ Brandenburg                   |  |  |  |  |  |  |  |  |  |  |  |                                       |  |  |  |
| |                                                             |  |  |  |  |  |  |  |  |  |  |  |                                       |  |  |  |
| |                                                             |  |  |  |  |  |  |  |  |  |  |  |                                       |  |  |  |
| |                                                             |  |  |  |  |  |  |  |  |  |  |  |                                       |  |  |  |
| | 13. Dorothea xứ Brandenburg                                 |  |  |  |  |  |  |  |  |  |  |  |                                       |  |  |  |
| |                                                             |  |  |  |  |  |  |  |  |  |  |  |                                       |  |  |  |
| |                                                             |  |  |  |  |  |  |  |  |  |  |  |                                       |  |  |  |
| |                                                             |  |  |  |  |  |  |  |  |  |  |  |                                       |  |  |  |
| | 27. Elisabeth xứ Bayern                                     |  |  |  |  |  |  |  |  |  |  |  |                                       |  |  |  |
| |                                                             |  |  |  |  |  |  |  |  |  |  |  |                                       |  |  |  |
| |                                                             |  |  |  |  |  |  |  |  |  |  |  |                                       |  |  |  |
| |                                                             |  |  |  |  |  |  |  |  |  |  |  |                                       |  |  |  |
| | 3. Catherine xứ Mecklenburg                                 |  |  |  |  |  |  |  |  |  |  |  |                                       |  |  |  |
| |                                                             |  |  |  |  |  |  |  |  |  |  |  |                                       |  |  |  |
| |                                                             |  |  |  |  |  |  |  |  |  |  |  |                                       |  |  |  |
| |                                                             |  |  |  |  |  |  |  |  |  |  |  |                                       |  |  |  |
| | 28. Wartislaw IX, Công tước xứ Pomerania                    |  |  |  |  |  |  |  |  |  |  |  |                                       |  |  |  |
| |                                                             |  |  |  |  |  |  |  |  |  |  |  |                                       |  |  |  |
| |                                                             |  |  |  |  |  |  |  |  |  |  |  |                                       |  |  |  |
| |                                                             |  |  |  |  |  |  |  |  |  |  |  |                                       |  |  |  |
| | 14. Eric II, Công tước xứ Pomerania                         |  |  |  |  |  |  |  |  |  |  |  |                                       |  |  |  |
| |                                                             |  |  |  |  |  |  |  |  |  |  |  |                                       |  |  |  |
| |                                                             |  |  |  |  |  |  |  |  |  |  |  |                                       |  |  |  |
| |                                                             |  |  |  |  |  |  |  |  |  |  |  |                                       |  |  |  |
| | 29. Sophie xứ Sachsen-Lauenburg-Ratzeburg                   |  |  |  |  |  |  |  |  |  |  |  |                                       |  |  |  |
| |                                                             |  |  |  |  |  |  |  |  |  |  |  |                                       |  |  |  |
| |                                                             |  |  |  |  |  |  |  |  |  |  |  |                                       |  |  |  |
| |                                                             |  |  |  |  |  |  |  |  |  |  |  |                                       |  |  |  |
| | 7. Sophie xứ Pomerania-Stettin                              |  |  |  |  |  |  |  |  |  |  |  |                                       |  |  |  |
| |                                                             |  |  |  |  |  |  |  |  |  |  |  |                                       |  |  |  |
| |                                                             |  |  |  |  |  |  |  |  |  |  |  |                                       |  |  |  |
| |                                                             |  |  |  |  |  |  |  |  |  |  |  |                                       |  |  |  |
| | 30. Bogislav IX, Công tước xứ Pomerania-Stargard            |  |  |  |  |  |  |  |  |  |  |  |                                       |  |  |  |
| |                                                             |  |  |  |  |  |  |  |  |  |  |  |                                       |  |  |  |
| |                                                             |  |  |  |  |  |  |  |  |  |  |  |                                       |  |  |  |
| |                                                             |  |  |  |  |  |  |  |  |  |  |  |                                       |  |  |  |
| | 15. Sophia xứ Pomerania-Stargard                            |  |  |  |  |  |  |  |  |  |  |  |                                       |  |  |  |
| |                                                             |  |  |  |  |  |  |  |  |  |  |  |                                       |  |  |  |
| |                                                             |  |  |  |  |  |  |  |  |  |  |  |                                       |  |  |  |
| |                                                             |  |  |  |  |  |  |  |  |  |  |  |                                       |  |  |  |
| | 31. Maria xứ Masovia                                        |  |  |  |  |  |  |  |  |  |  |  |                                       |  |  |  |
| |                                                             |  |  |  |  |  |  |  |  |  |  |  |                                       |  |  |  |
| |                                                             |  |  |  |  |  |  |  |  |  |  |  |                                       |  |  |  |